# Selaginella spanielema
Selaginella spanielema är en mosslummerväxtart som beskrevs av Arthur Hugh Garfit Alston. Selaginella spanielema ingår i släktet mosslumrar, och familjen mosslummerväxter. Inga underarter finns listade i Catalogue of Life.